# 君津駅

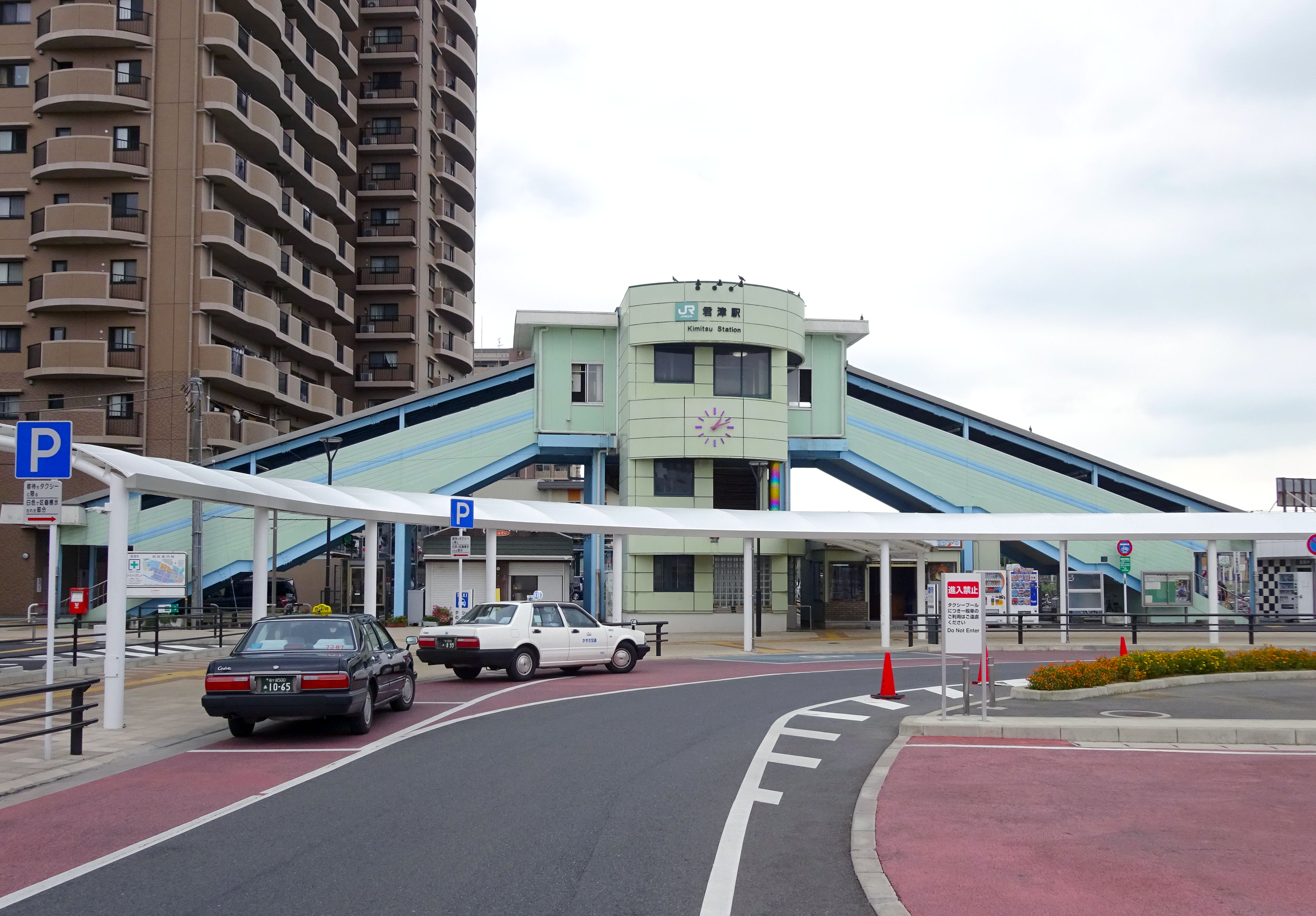
北口（2016年8月）

君津駅（きみつえき）は、千葉県君津市東坂田一丁目にある、東日本旅客鉄道（JR東日本）内房線の駅である。
木更津駅 - 当駅間は内房線で最も駅間距離が長い区間である。また、起点蘇我駅から当駅までは複線区間、当駅から先は単線区間となる。

## 歴史
- 1915年（大正4年）1月15日：鉄道院「木更津線」の「周西駅」（すさいえき）として開設[1]。
- 1919年（大正8年）5月24日：路線名称変更により「北条線」の駅となる[1]。
- 1929年（昭和4年）4月15日：北条線の房総線編入により、「房総線」の駅となる[1]。
- 1933年（昭和8年）4月1日：房総線の安房鴨川駅での分離により、蘇我 - 安房鴨川間は「房総西線」となる[1]。
- 1950年（昭和25年）7月16日：土・日曜日運転の臨時快速「汐風」を両国駅 - 館山駅間で運転開始。以降の優等列車の先駆けとなる。
- 1956年（昭和31年）4月10日：「君津駅」に改称。
- 1969年（昭和44年）7月11日：木更津 - 千倉間が電化[1]。
- 1970年（昭和45年）3月24日：木更津駅 - 君津駅間が複線化[1]。
- 1972年（昭和47年）7月15日：路線名称変更により「内房線」の駅となる[1]。また総武快速線の東京地下駅開業により特急『さざなみ』および総武線快速が運行を開始し、快速の始発・終着駅となる。
- 1973年（昭和48年）10月11日：現在の橋上駅舎が完成[2]。
- 1982年（昭和57年）11月15日：急行「内房」など房総地区の急行列車が全廃。
- 1985年（昭和60年）3月14日：一部特急列車が停車開始。荷物扱い廃止[3]。
- 1986年（昭和61年）11月1日：荷物扱い廃止[3]。
- 1987年（昭和62年）4月1日：国鉄分割民営化に伴い、東日本旅客鉄道（JR東日本）の駅となる[1]。
- 1993年（平成5年）7月2日：全特急列車が停車開始。
- 1995年（平成7年）2月4日：自動改札機の供用開始[4]。
- 1999年（平成11年）6月1日：東京近郊区間に組み込まれる。
- 2001年（平成13年）11月18日：千葉方面においてICカード「Suica」の利用が可能となる[広報 1]。
- 2009年（平成21年）3月14日：安房鴨川方面においてICカード「Suica」の利用が可能となる[5]。
- 2022年（令和4年）
  - 3月3日：この日をもってみどりの窓口が営業終了[6][7]。
  - 3月12日：木更津駅・君津駅・久留里駅・木更津運輸区を統合した木更津統括センター発足に伴い、その傘下となる。

## 駅構造
単式ホーム1面1線・島式ホーム1面2線の合計2面3線を有する地上駅で、橋上駅舎を持つ。駅舎に上がるためのエレベーターが北口・南口ともに各1基設置されている。

自動券売機・指定席券売機・自動改札機・自動精算機が設置されている。ホーム・改札口ともに発車列車を案内する電光掲示板が設置されている。2007年4月には改札内にエスカレータ・エレベーター・多機能トイレが設置され、2009年6月には各ホームに待合室が設置された。

改札外にはNewDays・コインロッカーがある。公衆電話が駅舎内には改札外に1台、改札内に1台ある。

駅の南口・北口ともに、駅前は広めのロータリーとなっている。バスやタクシーが発着し、南口からは東京湾アクアライン経由で東京や羽田空港等に向かう高速バスの便がある。

1番線の南側に2本の留置線があり、下り方に引上線がある。3番線の北側にも数本留置線があるが、交通建設の車両留置等に使用され、旅客用車両が留置されることは無い。北口に通じる跨線橋が長いのは、かつて貨物取扱があり、駅構内が広かったことによる。
木更津統括センター傘下の直営駅であり、管理駅として、青堀駅 - 浜金谷駅間の各駅を管理している。鉄道関連施設として、交通建設木更津工事所がある。

### のりば
| 番線    | 路線    | 方向 | 行先               | 備考               |
| ------- | ------- | ---- | ------------------ | ------------------ |
| 1・2・3 | ■内房線 | 下り | 館山・安房鴨川方面 | 一部列車は2・3番線 |
| 1・2・3 | ■内房線 | 上り | 千葉・東京方面     |                    |

（出典：JR東日本:駅構内図）
- 当駅始発千葉方面列車は主に2番線を使用する。館山方面は1番線を使用する列車が多いが、朝9時台から昼過ぎ14時台の列車は快速列車との対面接続を取るため2・3番線を使用する。
- 1番線は各停10両編成の乗車目標があるが、現ダイヤでは館山方面10両編成は2・3番線から発車する。
- 2021年3月ダイヤ改正以降、総武線・京葉線直通の快速列車の大部分、および千葉駅発着の各駅停車の多くが当駅を始発・終着駅とする。また、特急「さざなみ」は木更津駅始発の4号を除く全列車が停車し、平日はその全てが当駅が始発・終着駅となっている。

| 運転番線 | 営業番線 | ホーム     | 千葉方面着発 | 安房鴨川方面着発 | 引上げ線着発 | 備考       |
| -------- | -------- | ---------- | ------------ | ---------------- | ------------ | ---------- |
| 電2      |          | ホームなし | 不可         | 不可             | 入出区可     | 留置線     |
| 電1      |          | ホームなし | 不可         | 不可             | 入出区可     | 留置線     |
| 下本     | 1        | 15両分     | 到着可       | 出発可           | 入出区可     | 下り主本線 |
| 中       | 2        | 15両分     | 到着・出発可 | 到着・出発可     | 入出区可     |            |
| 上本     | 3        | 15両分     | 到着・出発可 | 到着・出発可     | 入出区可     | 上り主本線 |
| 上1      |          | ホームなし | 到着・出発可 | 到着・出発可     | 不可         | 架線なし   |

- 主本線を発着する場合は通過が可能。
- 電留1・2番線と、ホームとの入出区は、青堀方の引上げ線にてスイッチバックを行う。
- 夜間、下り本線に京葉線関連1本、中線に総武快速線関連1本、電留1・2番線（15両対応）に総武快速線関連2本がそれぞれ留置される。臨時列車がある場合は引上げ線上で留置される場合もある。

（出典：今尾恵介『JR東日本全線【決定版】鉄道地図帳vol.4 水戸・千葉支社管内編』学研プラス、2010年3月19日。ISBN 978-4056057652。）

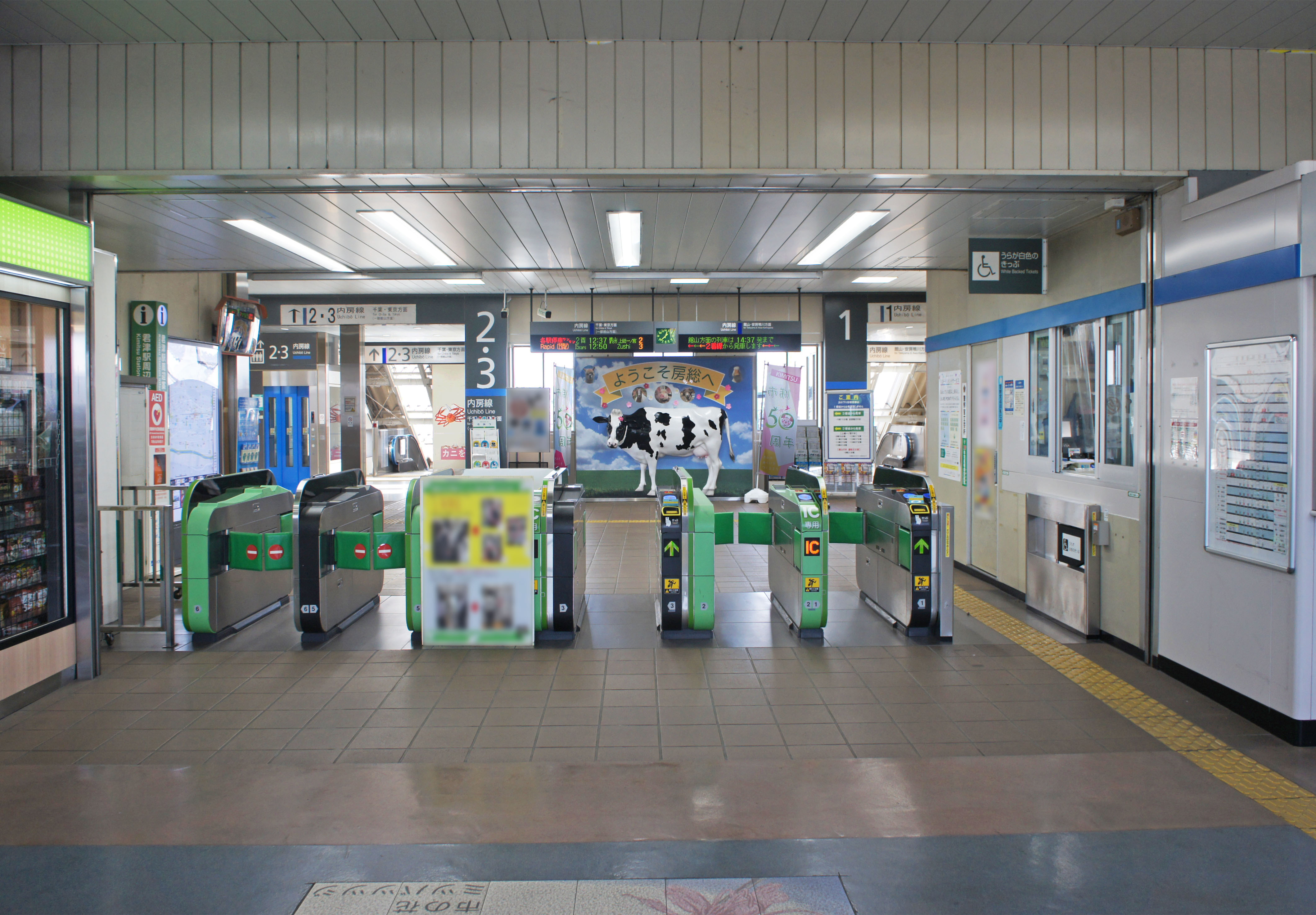
改札口（2022年1月）
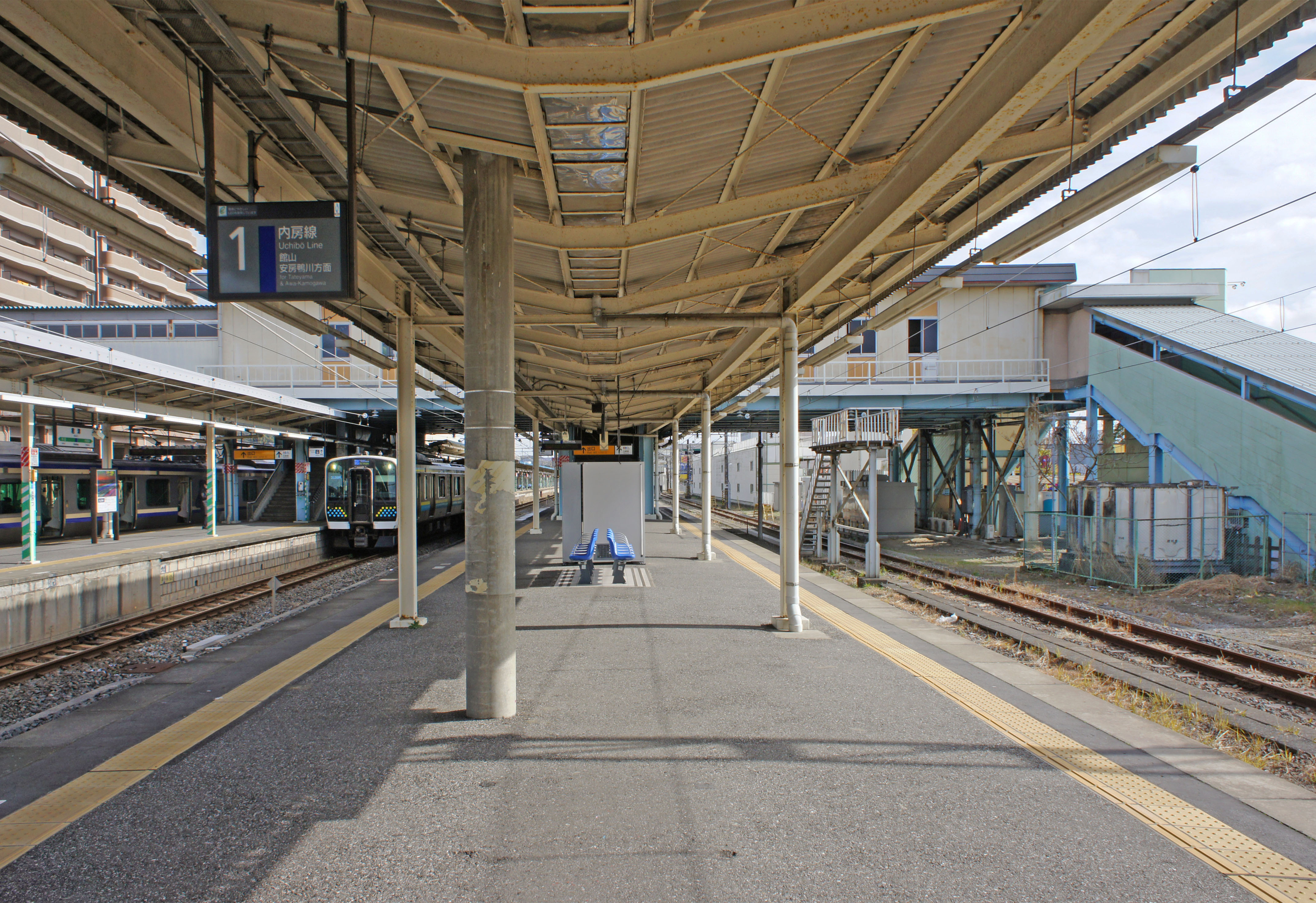
1番線ホーム（2022年1月）
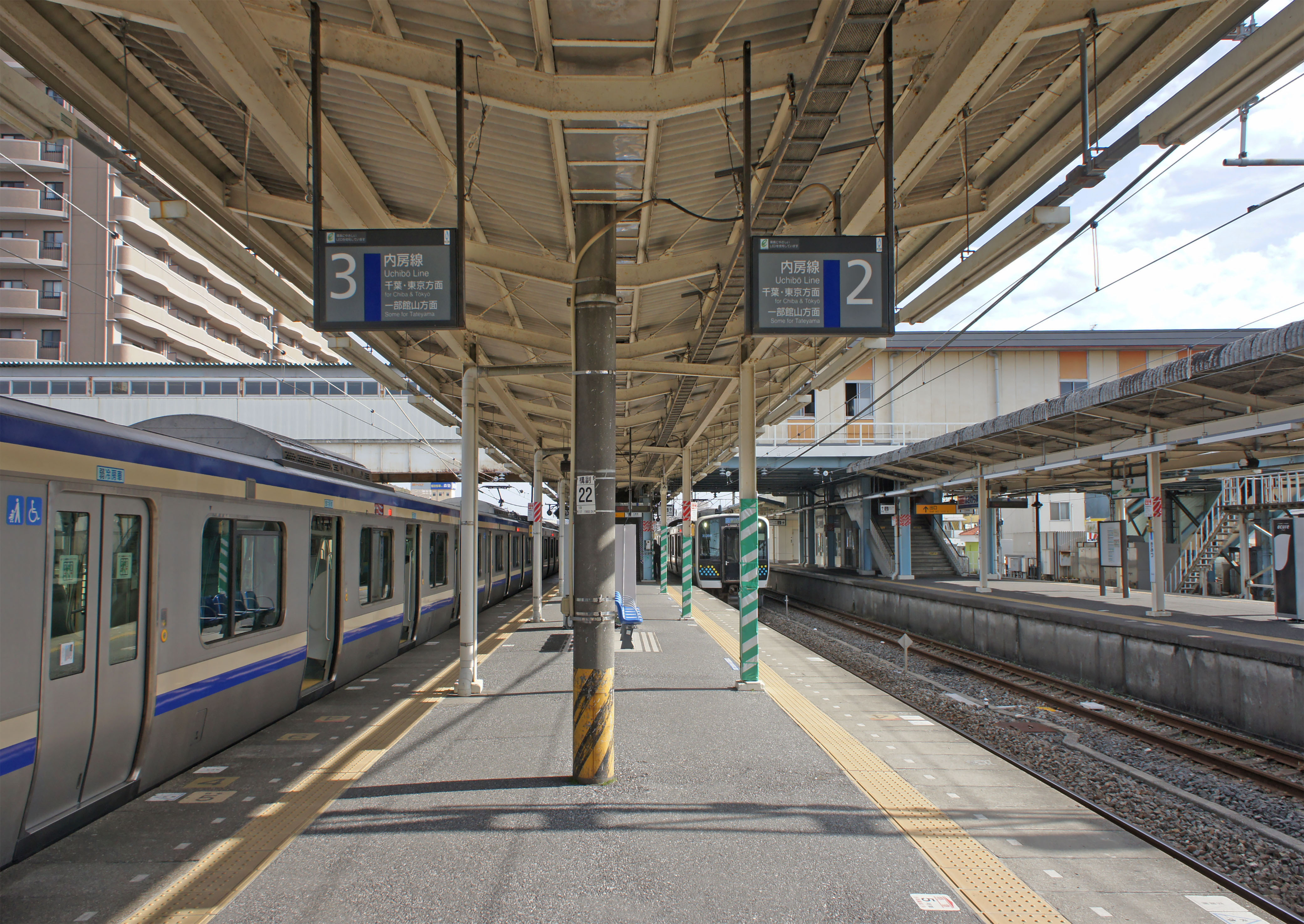
2・3番線ホーム（2022年1月）
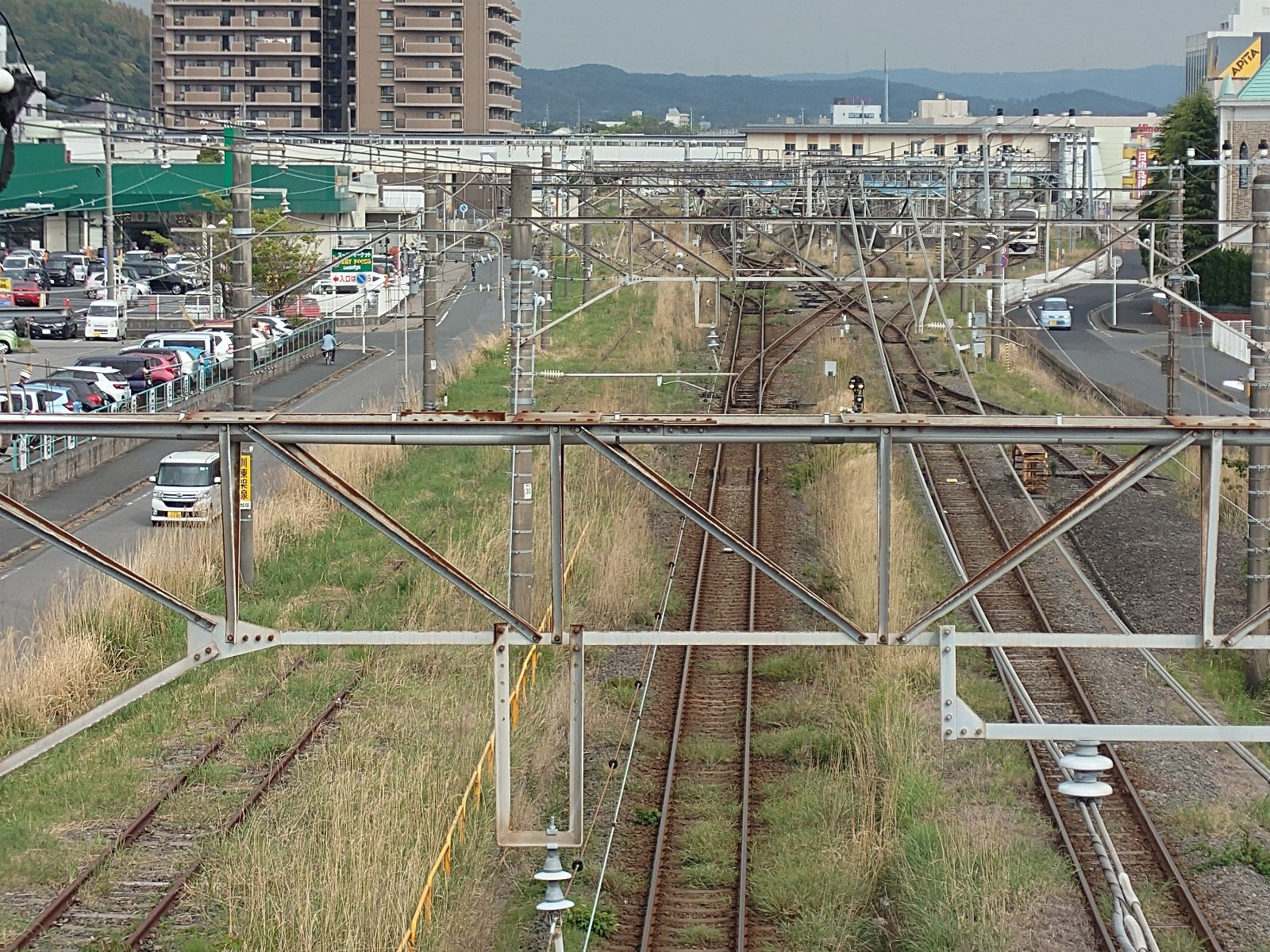
構内西側の引上線の様子（2024年4月）

## 利用状況
2023年度（令和5年度）の1日平均乗車人員は6,954人である。
JR東日本および千葉県統計年鑑によると、1990年度（平成2年度）以降の1日平均乗車人員の推移は下記の通り。
| 年度               | 1日平均 乗車人員 | 出典     |
| ------------------ | ---------------- | -------- |
| 1990年（平成02年） | 10,156           | [ * 1 ]  |
| 1991年（平成03年） | 10,650           | [ * 2 ]  |
| 1992年（平成04年） | 11,116           | [ * 3 ]  |
| 1993年（平成05年） | 11,373           | [ * 4 ]  |
| 1994年（平成06年） | 11,500           | [ * 5 ]  |
| 1995年（平成07年） | 11,382           | [ * 6 ]  |
| 1996年（平成08年） | 11,151           | [ * 7 ]  |
| 1997年（平成09年） | 10,702           | [ * 8 ]  |
| 1998年（平成10年） | 10,441           | [ * 9 ]  |
| 1999年（平成11年） | 10,332           | [ * 10 ] |
| 2000年（平成12年） | 10,244           | [ * 11 ] |
| 2001年（平成13年） | 10,138           | [ * 12 ] |
| 2002年（平成14年） | 10,027           | [ * 13 ] |
| 2003年（平成15年） | 9,837            | [ * 14 ] |
| 2004年（平成16年） | 9,594            | [ * 15 ] |
| 2005年（平成17年） | 9,494            | [ * 16 ] |
| 2006年（平成18年） | 9,461            | [ * 17 ] |
| 2007年（平成19年） | 9,430            | [ * 18 ] |
| 2008年（平成20年） | 9,383            | [ * 19 ] |
| 2009年（平成21年） | 9,018            | [ * 20 ] |
| 2010年（平成22年） | 8,817            | [ * 21 ] |
| 2011年（平成23年） | 8,535            | [ * 22 ] |
| 2012年（平成24年） | 8,508            | [ * 23 ] |
| 2013年（平成25年） | 8,707            | [ * 24 ] |
| 2014年（平成26年） | 8,396            | [ * 25 ] |
| 2015年（平成27年） | 8,386            | [ * 26 ] |
| 2016年（平成28年） | 8,276            | [ * 27 ] |
| 2017年（平成29年） | 8,208            | [ * 28 ] |
| 2018年（平成30年） | 8,251            | [ * 29 ] |
| 2019年（令和元年） | 8,003            | [ * 30 ] |
| 2020年（令和02年） | 5,945            |          |
| 2021年（令和03年） | 6,263            |          |
| 2022年（令和04年） | 6,664            |          |
| 2023年（令和05年） | 6,954            |          |

## 駅周辺
周辺の道路
- 館山自動車道
  - 本線（君津インターチェンジ）
  - 木更津南支線（木更津南インターチェンジ）
- 国道16号
- 国道127号
- 千葉県道90号木更津富津線
- 千葉県道158号君津青堀線
- 千葉県道159号君津大貫線
- 千葉県道225号君津停車場線

南口

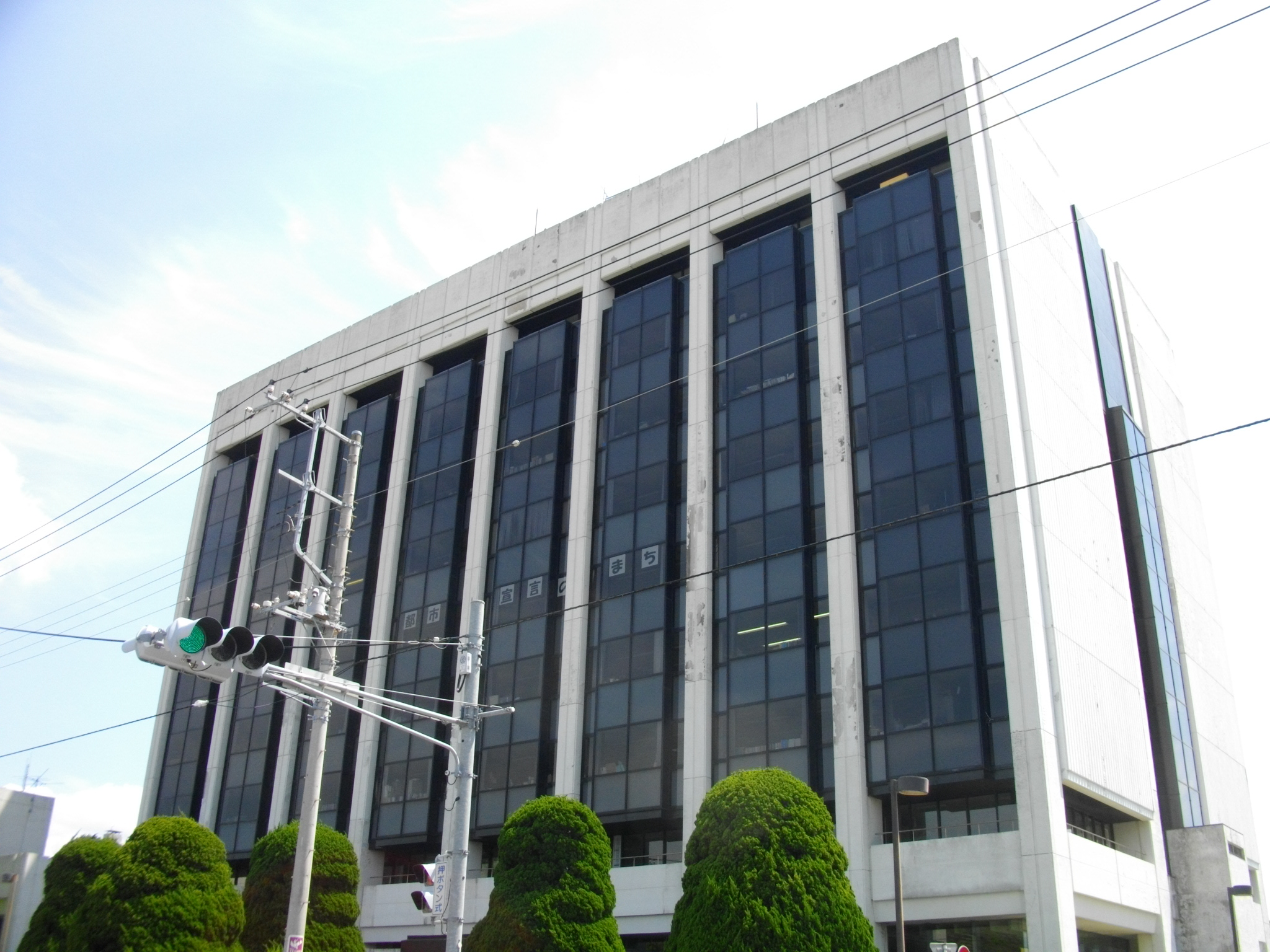
君津市役所
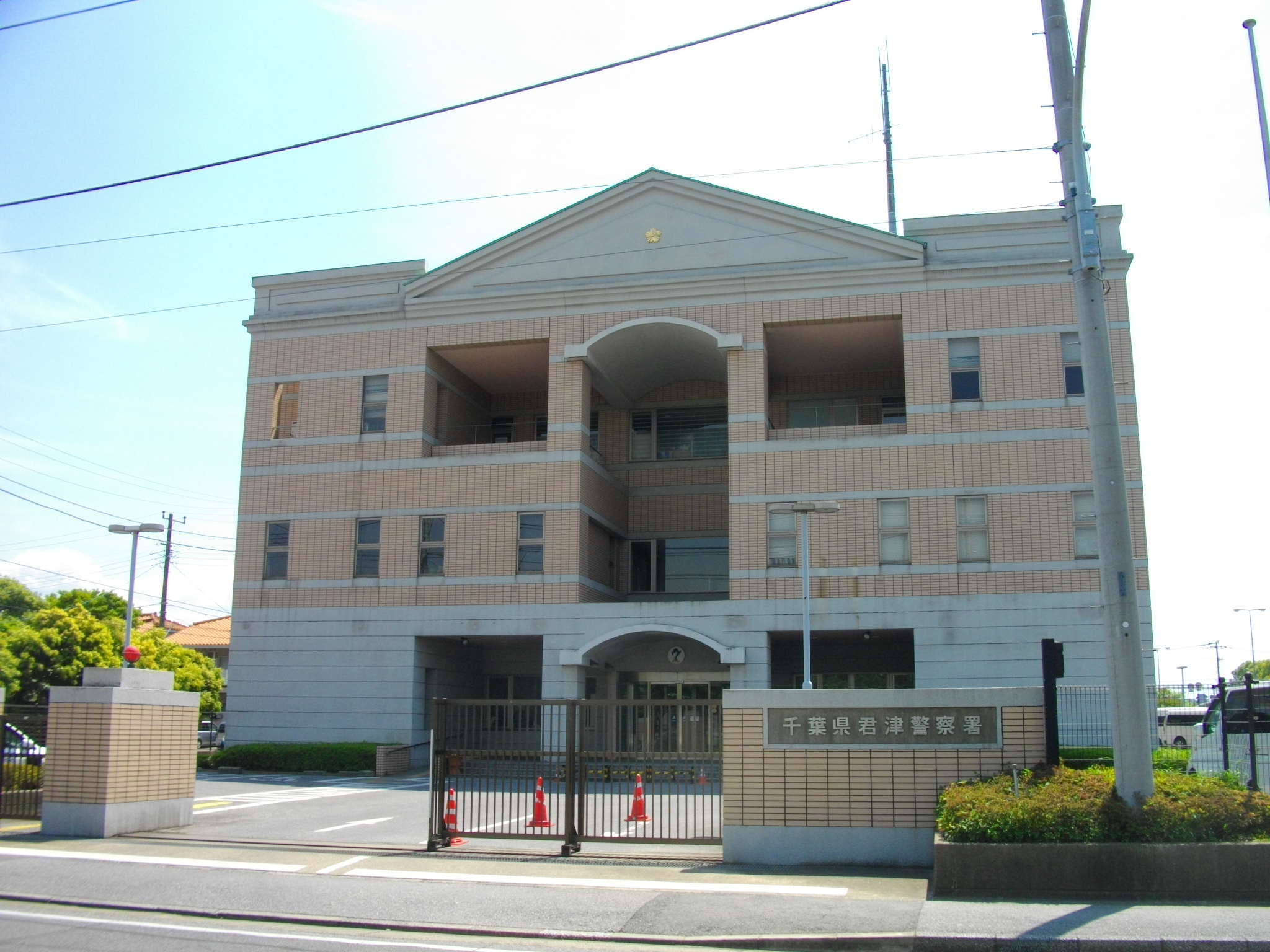
君津警察署

駅南口には市の行政施設が集約している。イオンタウン君津など大型商業施設も点在する。東坂田・大和田（地名）は一部南口側にもかかる。
| - 君津市役所 - 君津市立中央図書館 - 君津市生涯学習交流センター - 君津市保健福祉センターふれあい館 - 君津児童相談所 - 君津警察署 - 君津郵便局 - 君津中野郵便局 - 君津南子安郵便局 - 君津市立君津中学校 - 君津市立周西南中学校 - 君津市立周西小学校 - 君津市立坂田小学校 | - 君津市立貞元小学校 - 君津市立南子安小学校 - イオンタウン君津 - ビバホーム君津店 - ケーズデンキ君津店 - アピタパワー君津店 - ハミルトンホテル上総（閉館） - ホテルグランパークかずさ - 京葉学院君津校 - 東進衛星予備校君津中野校 - 君津住宅本社 - 大野原公園 - 君津中央公園 |

北口
駅北口より北東へ徒歩10分強で木更津市との境があり、隣接する畑沢地区は当駅が最寄駅となる。千葉県立君津高等学校周辺には教育施設が集約している。
| - ポリテクセンター君津 - 千葉県立君津高等学校 - 君津市立周西中学校 - 君津市立坂田小学校 - 君津市立大和田小学校 - 玄々堂君津病院 - ホテル千成（閉館） - グランパークホテル パネックス君津 | - ホテルクラウンヒルズ君津 - 千葉銀行君津支店 - ドン・キホーテ君津店 - VERY FOODS 尾張屋君津店 - ウエルシア君津西坂田店 - ダイソー君津駅前店 - 新昭和本社 - 陽光台中央公園 |

注意点
- 県立君津商業高校は校名に「君津」が入るが、これは地域としての旧君津郡を表すものであり、学校は富津市にあり最寄り駅は大貫駅である。
- 君津中央病院の病院名の「君津」も同様であり、病院は木更津市にある。自家用車あるいは木更津駅か当駅から路線バスで行くことになる。

## バス路線

### 北口発着
日東交通・大新東によって運行されている。
1番のりば
- 君津市内循環線（A回り）：八重原方面
- 君津市内循環線（B回り）：大和田・製鉄所方面

2番のりば
- 君津市内循環線（A回り）：畑沢・製鉄所方面

3番のりば
- イオンモール富津行
- コミュニティバス：人見・大和田・神門線

### 南口発着
日東交通・京浜急行バス・京成バス・大新東によって運行されている。
1番のりば
- 中島行
- 清和公民館行
- イオンタウン君津行
- 中央門前行 ※平日朝のみ運行
- マザー牧場行
- 大貫駅東口行
- 高速バス：京都・大阪・USJ行

2番のりば
- コミュニティバス：小糸川循環線

3番のりば
- 君津中央病院回り木更津駅西口行
- イオンモール木更津回り木更津駅西口行
- イオンモール木更津行

5番のりば
- 高速バス：バスターミナル(BT)東京八重洲・東雲車庫行
  - 君津駅南口 - 君津バスターミナル(BT) - 木更津羽鳥野バスストップ(BS) - 木更津金田BT ⇔ BT東京八重洲・東雲車庫

6番のりば
- 高速バス：羽田空港行
  - 君津駅南口 - 君津BT - 木更津羽鳥野BS ⇔ 羽田空港

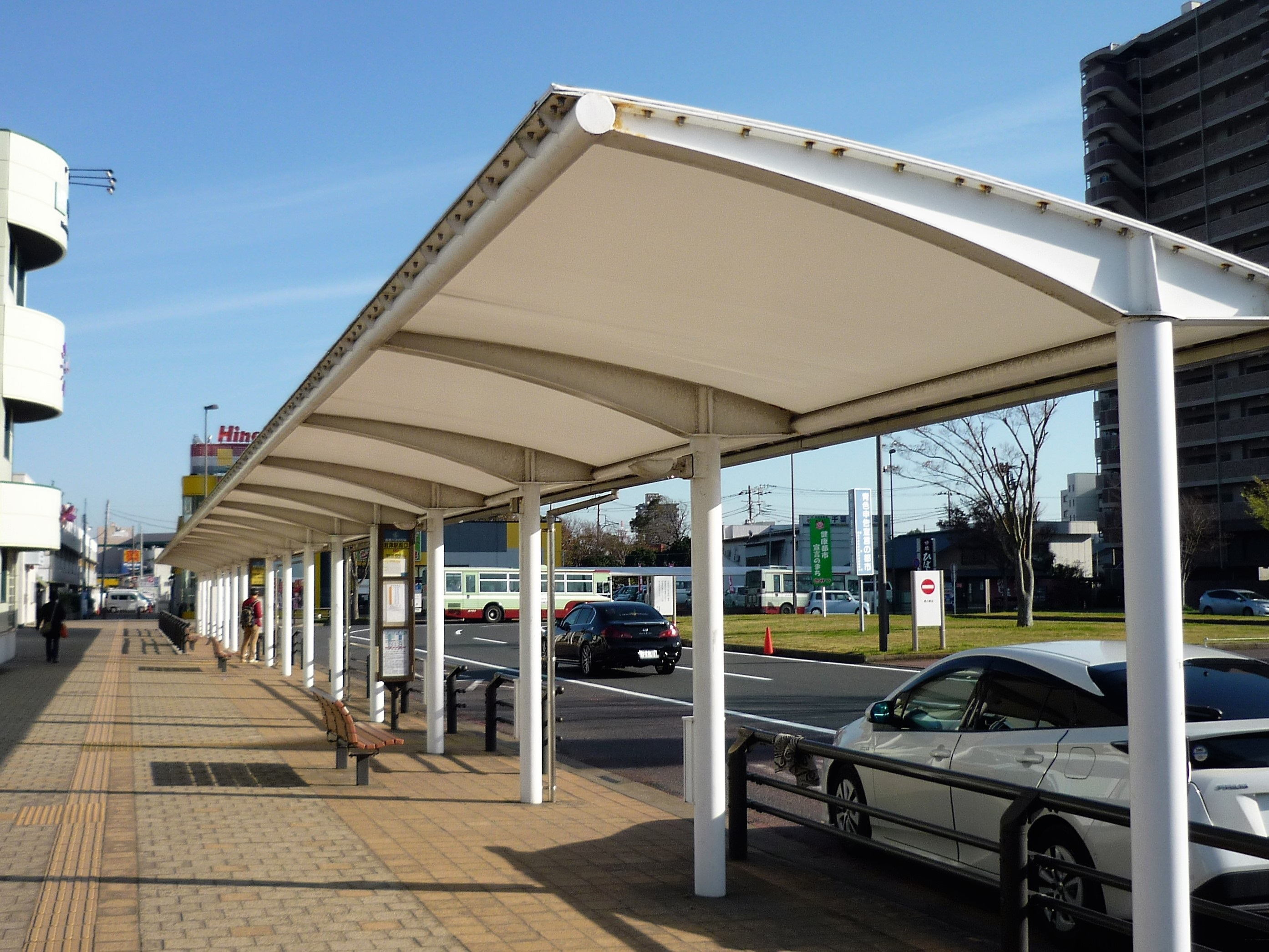
南口バス乗り場（2018年11月）
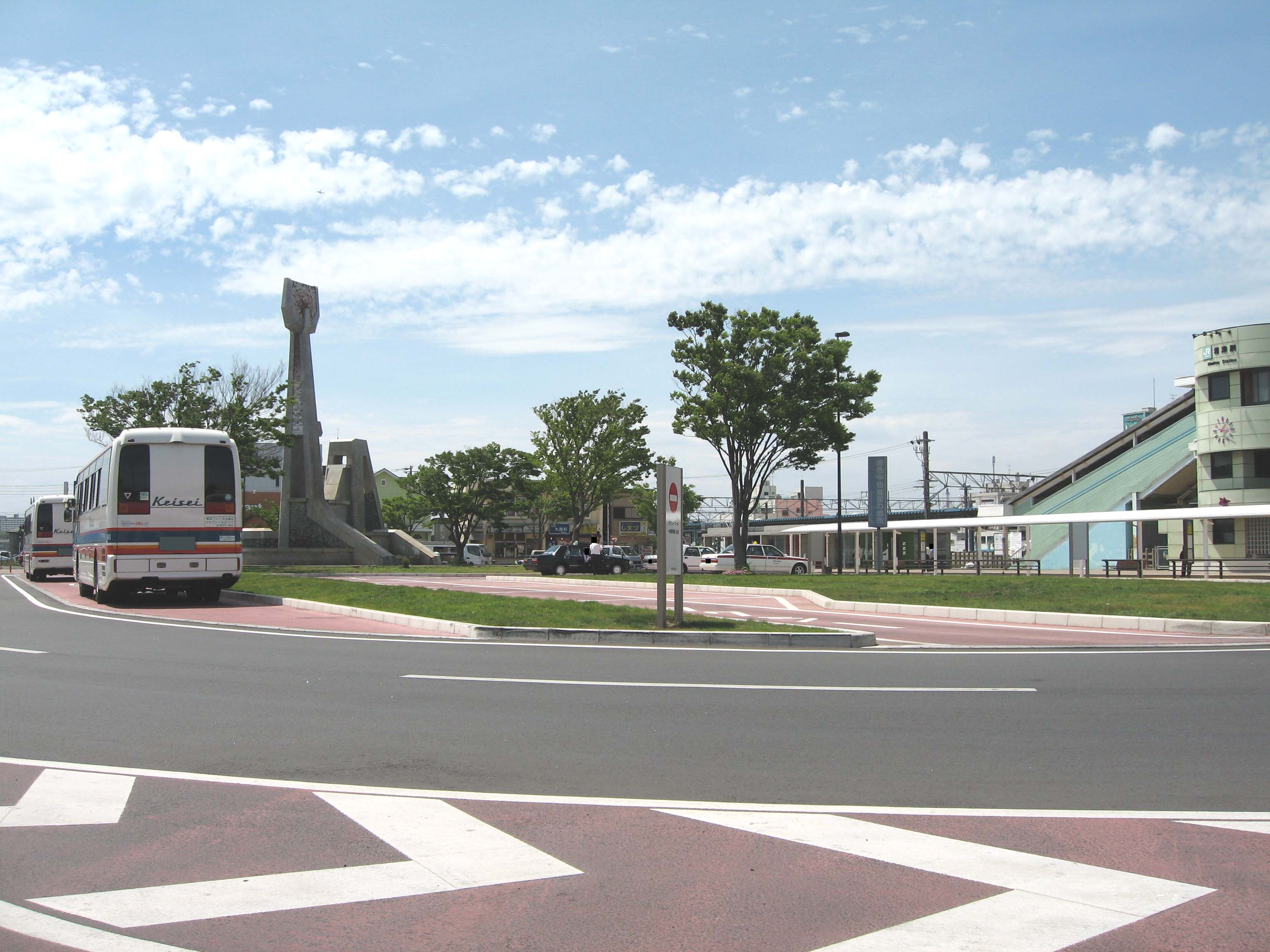
南口ロータリー（2007年6月）

## その他
- 2012年3月17日発売開始の「休日おでかけパス」は、内房線内当駅まで設定される。

## 隣の駅
東日本旅客鉄道（JR東日本）
■内房線
- 特急「さざなみ」発着駅、臨時特急「新宿さざなみ」停車駅

■快速（総武線経由）
木更津駅 - 君津駅
■快速（京葉線経由）・■普通（各駅停車）
木更津駅 - 君津駅 - 青堀駅
※青堀方面で運転される京葉線直通列車は、平日・土休日ともに快速が上り1本のみ設定されている。

### 記事本文

#### 広報資料・プレスリリースなど一次資料
1. ↑  “Suicaご利用可能エリアマップ（2001年11月18日当初）” (PDF).   東日本旅客鉄道. 2019年7月27日時点のオリジナルよりアーカイブ。2020年4月30日閲覧。

### 利用状況
1. ↑  千葉県統計年鑑 - 千葉県
2. ↑  君津市統計書 - 君津市

JR東日本の2000年度以降の乗車人員
1. 1 2  各駅の乗車人員（2023年度） - JR東日本
2. ↑  各駅の乗車人員（2000年度） - JR東日本
3. ↑  各駅の乗車人員（2001年度） - JR東日本
4. ↑  各駅の乗車人員（2002年度） - JR東日本
5. ↑  各駅の乗車人員（2003年度） - JR東日本
6. ↑  各駅の乗車人員（2004年度） - JR東日本
7. ↑  各駅の乗車人員（2005年度） - JR東日本
8. ↑  各駅の乗車人員（2006年度） - JR東日本
9. ↑  各駅の乗車人員（2007年度） - JR東日本
10. ↑  各駅の乗車人員（2008年度） - JR東日本
11. ↑  各駅の乗車人員（2009年度） - JR東日本
12. ↑  各駅の乗車人員（2010年度） - JR東日本
13. ↑  各駅の乗車人員（2011年度） - JR東日本
14. ↑  各駅の乗車人員（2012年度） - JR東日本
15. ↑  各駅の乗車人員（2013年度） - JR東日本
16. ↑  各駅の乗車人員（2014年度） - JR東日本
17. ↑  各駅の乗車人員（2015年度） - JR東日本
18. ↑  各駅の乗車人員（2016年度） - JR東日本
19. ↑  各駅の乗車人員（2017年度） - JR東日本
20. ↑  各駅の乗車人員（2018年度） - JR東日本
21. ↑  各駅の乗車人員（2019年度） - JR東日本
22. ↑  各駅の乗車人員（2020年度） - JR東日本
23. ↑  各駅の乗車人員（2021年度） - JR東日本
24. ↑  各駅の乗車人員（2022年度） - JR東日本

千葉県統計年鑑
1. ↑  千葉県統計年鑑（平成3年）
2. ↑  千葉県統計年鑑（平成4年）
3. ↑  千葉県統計年鑑（平成5年）
4. ↑  千葉県統計年鑑（平成6年）
5. ↑  千葉県統計年鑑（平成7年）
6. ↑  千葉県統計年鑑（平成8年）
7. ↑  千葉県統計年鑑（平成9年）
8. ↑  千葉県統計年鑑（平成10年）
9. ↑  千葉県統計年鑑（平成11年）
10. ↑  千葉県統計年鑑（平成12年）
11. ↑  千葉県統計年鑑（平成13年）
12. ↑  千葉県統計年鑑（平成14年）
13. ↑  千葉県統計年鑑（平成15年）
14. ↑  千葉県統計年鑑（平成16年）
15. ↑  千葉県統計年鑑（平成17年）
16. ↑  千葉県統計年鑑（平成18年）
17. ↑  千葉県統計年鑑（平成19年）
18. ↑  千葉県統計年鑑（平成20年）
19. ↑  千葉県統計年鑑（平成21年）
20. ↑  千葉県統計年鑑（平成22年）
21. ↑  千葉県統計年鑑（平成23年）
22. ↑  千葉県統計年鑑（平成24年）
23. ↑  千葉県統計年鑑（平成25年）
24. ↑  千葉県統計年鑑（平成26年）
25. ↑  千葉県統計年鑑（平成27年）
26. ↑  千葉県統計年鑑（平成28年）
27. ↑  千葉県統計年鑑（平成29年）
28. ↑  千葉県統計年鑑（平成30年）
29. ↑  千葉県統計年鑑（令和元年）
30. ↑  千葉県統計年鑑（令和2年）